# 'Abd al-Rahman Suwwar al-Dhahab
'Abd al-Rahman Suwwar al-Dhahab (in arabo عبد الرحمن سوار الذهب‎?; Omdurman, 1934 – Riad, 18 ottobre 2018) è stato un generale e politico sudanese.
Feldmaresciallo (mushīr), fu Presidente del Sudan dal 6 aprile 1985 al 6 maggio 1986.

## Biografia
Graduatosi nell'Accademia militare sudanese, ascese tutti i gradi dell'esercito del suo Paese, diventando infine una figura politica di rilievo quando il Presidente Ja'far al-Nimeyri lo nominò Capo di Stato Maggiore e Ministro della Difesa, nonché generale comandante delle forze armate sudanesi nel 1984.
Nel 1985 portò a segno un colpo di Stato militare contro il Presidente Nimeyri e assunse la suprema carica della Repubblica sudanese come Presidente del Consiglio Militare Transitorio.
Nel 1986 lasciò il potere e a lui succedette Ahmed al-Mirghani. Nel 1987 al-Dhahab divenne Presidente dell'Organizzazione dell'Appello Islamico (in arabo منظمة الدعوة الإسلامية‎?, Munaẓẓamat al-Daʿwa al-Islāmiyya).